# Kollegium Heilig Kreuz
Das Kollegium Heilig Kreuz (französisch: Collège Sainte-Croix), abgekürzt CSC oder STX, ist ein zweisprachiges Gymnasium in Freiburg im Üechtland. Als erwähnenswert gilt, dass zweisprachiger Unterricht (Deutsch-Französisch) angeboten wird.

## Geschichte
Das Kollegium Heilig Kreuz wurde 1904 durch Schwester Maria Paula Beck, Generaloberin der Menzinger Schwestern, sowie ihrem Bruder Josef Beck als Frauenuniversität und später als Gymnasium für Mädchen gegründet. Das Kollegium, das hauptsächlich ein Internat war, wurde ausschliesslich von Ordensschwestern vom Heiligen Kreuz von Menzingen geführt. Ab 1958 wirkte der Staat im Kollegium mit. Heute ist das Kollegium Heilig Kreuz ein kantonales, zweisprachiges, nicht konfessionsgebundenes, gemischtes Gymnasium mit ungefähr 1100 Schülern.

## Gebäude
Das Gebäude, das sich in der Nähe des Boulevard de Pérolles befindet, ist von drei Seiten von Wald umgeben. Es wurde 1983 vom Kanton Freiburg erbaut, um das alte Gebäude zu ersetzen, das weder über eine Sporthalle noch über moderne Einrichtungen für die naturwissenschaftlichen Fächer verfügte. Im Jahr 1991 wurde das Gebäude aufgrund von Platzmangel um eine vierte Etage erweitert. 2019 wurde mit der Renovation und Erweiterung des Gebäudes begonnen, die zum grössten Teil im Frühjahr 2022 abgeschlossen wurde. Dadurch konnte die Kapazität von 700 auf 1100 Schüler erhöht werden. Zum Kollegium gehört zusätzlich zur modernen Turnhalle eine grossflächig angelegte Sportanlage zu der nebst Fussball-, Basketball- und Volleyballfeld auch ein Tennisplatz gehört. In der Turnhalle finden regelmässig Sportveranstaltungen statt, beispielsweise die Heimspiele des Freiburger Unihockeyklubs Floorball Fribourg oder auch Matches der kollegiumseigenen Basketballmannschaft.

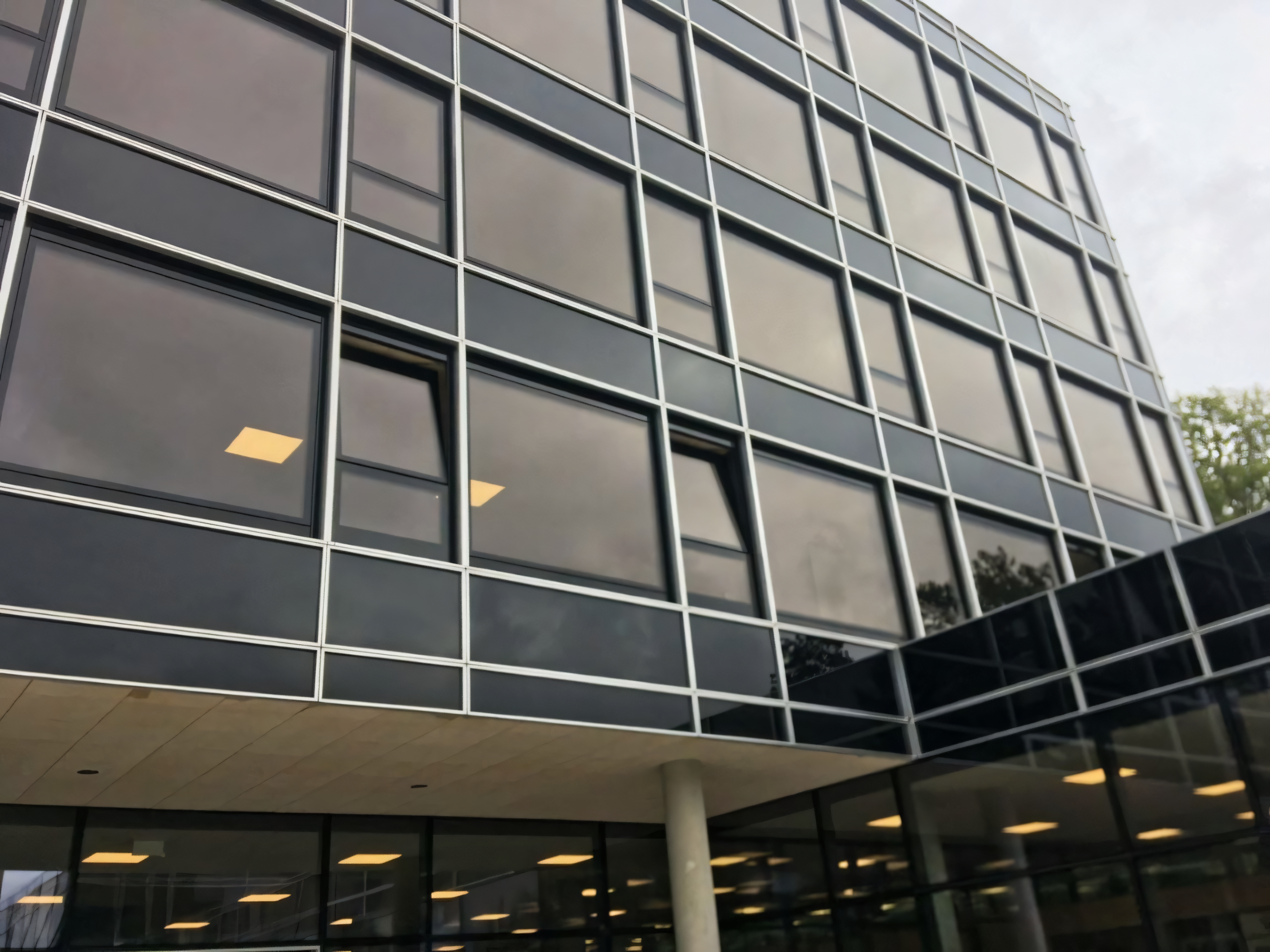
Die Vorderseite des Hauptgebäudes

## Bekannte Schüler
- Alain Berset, ehemaliger Bundesrat (2012 bis 2023)
- Juan Carlos I., König von Spanien (1975 bis 2014)
- Isabelle Chassot, Politikerin
- Jeanne Niquille, Schriftstellerin
- Antoine de Saint-Exupéry, französischer Schriftsteller

## Trivia

Die Ente

- Die EnteDas Maskottchen des Kollegiums ist eine Ente. Der Grund dafür ist die Form eines Amphitheaters aus Holzblöcken, das sich neben dem Hauptgebäude befand. Im Zuge der Neugestaltung des Kollegiums wurde das Amphitheater 2019 abgebaut.[3]
- 2011 erhielt das Kollegium Heilig Kreuz den Schulpreis der Wissenschafts-Olympiade.